# Langballig
Langballig (dänisch Langballe) ist eine Gemeinde im Kreis Schleswig-Flensburg in Schleswig-Holstein. Sie ist Verwaltungssitz des gleichnamigen Amtes. Freienwillen (dänisch: Langballegård), Hohenau, Langballigau (Langballeå), Langballigholz (Langballeskov), Langballigkaten (Langballekaad), Trolljunker, Unewatt (Undevad), Unewattfeld (Undevadmark) und Unewatt Hof (Undevadgaard) gehören zum Gemeindegebiet.

## Geografie
Langballig liegt an der Flensburger Förde im Norden der Landschaft Angeln. Die Gemeinde ist seit 1988 ein anerkannter Luftkurort.
Im Gemeindegebiet gibt es einen Naturstrand, ein Naturschutzgebiet und das Tal der Langballigau mit seinen seltenen Pflanzen- und Vogelarten. Langballigau ist ein Schutz- und Fischereihafen, der in den 1920er Jahren als Fischereischutzhafen erbaut wurde und heute vor allem von Seglern genutzt wird. Hier liegt auch das Seenotrettungsboot Werner Kuntze der DGzRS.

## Geschichte

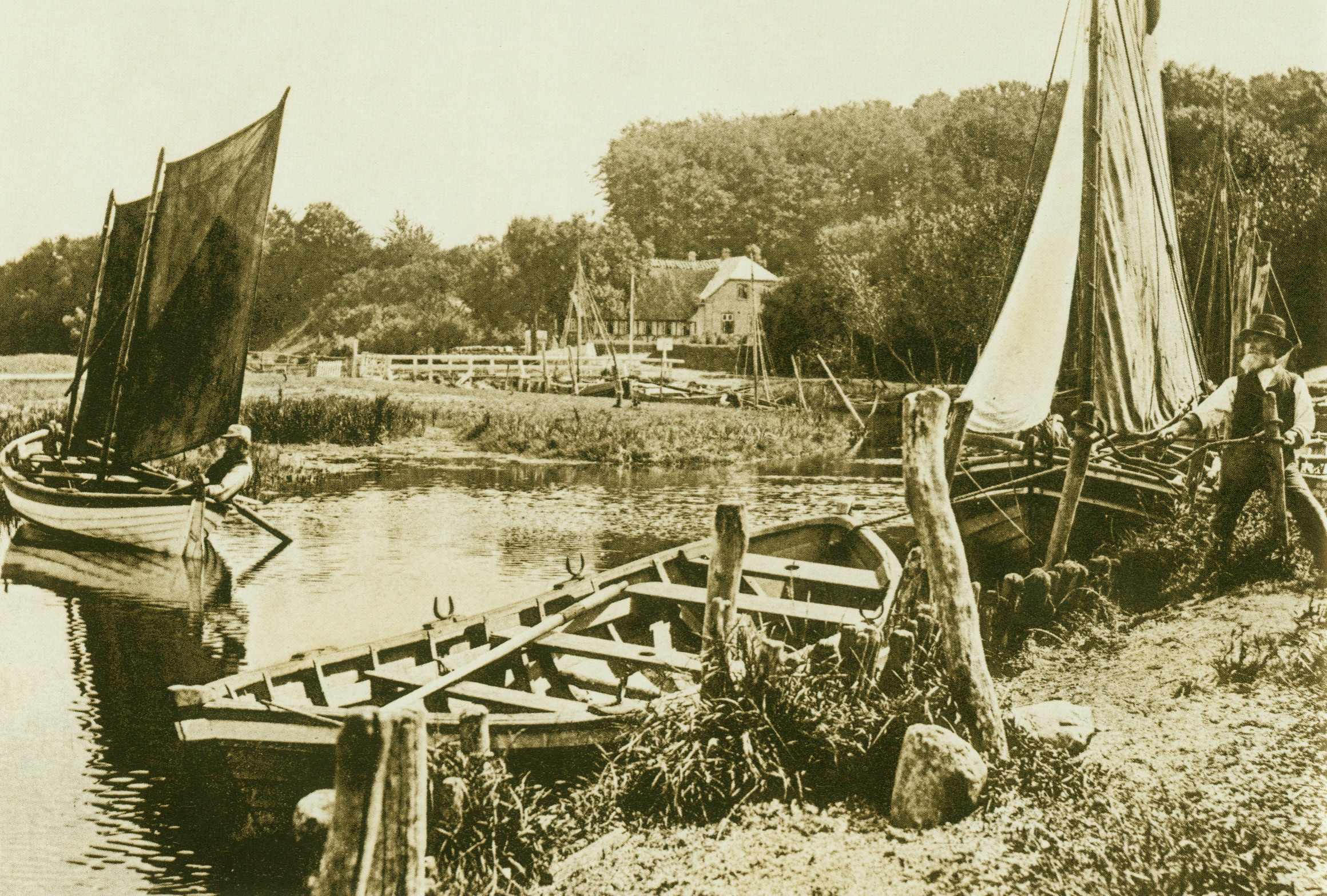
Langballigau Ende des 19. Jahrhunderts

Der Ort wurde 1450 erstmals als Langballech oder Langballe erwähnt. Der Ortsname geht auf altdänisch balgh (vgl. altnordisch bali) als Beschreibung einer Erhöhung oder eines (erhöhten) Teils eines Dorfes zurück (vgl. Balm).
Im Dorfwettbewerb „Unser Dorf soll schöner werden – Unser Dorf hat Zukunft“ wurde die Gemeinde 1997 Landessieger und erreichte 1998 die Silberplakette als zweitschönster Ort Deutschlands. 2004 wurde die Gemeinde Landessieger im Wettbewerb „Umweltfreundliche Gemeinde“.

## Politik

### Gemeindevertretung
Die Gemeindewahl in Langballig sollte ursprünglich zeitgleich mit der Kommunalwahl am 14. Mai 2023 stattfinden. Sie wurde jedoch aufgrund des Todes eines unmittelbaren Kandidaten auf den 4. Juni 2023 verschoben. Hierbei wurden schließlich 15 Sitze vergeben. Von diesen erhielt die CDU sieben Sitze, die Grünen drei Sitze, die Aktive BÜRGERLISTE Langballig und die SPD je zwei Sitze und der SSW einen Sitz.

### Wappen
Blasonierung: „Über rotem Schildfuß, darin ein linksgewendeter, räderloser silberner Pflug, von Silber und Blau gespalten. Vorn ein überhalbes rotes Mühlrad am Spalt, hinten ein dreieckiges, geblähtes silbernes Segel.“

## Kultur und Sehenswürdigkeiten

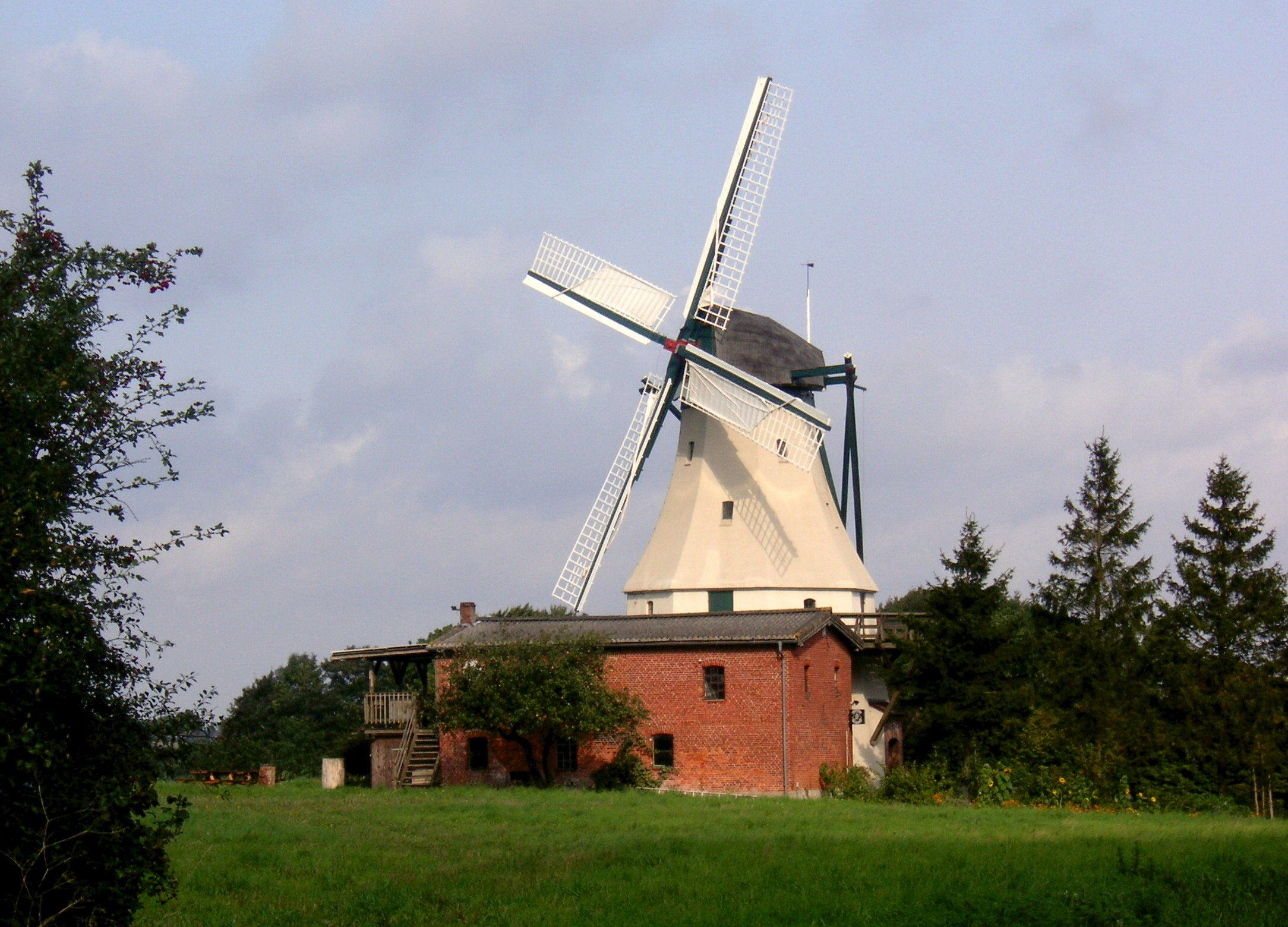
Die Holländermühle Fortuna in Unewatt, im September 2006

In der Liste der Kulturdenkmale in Langballig stehen die in der Denkmalliste des Landes Schleswig-Holstein eingetragenen Kulturdenkmale.
In Langballig liegt das Gut Freienwillen, das als ältestes erhaltenes Gut in Nordangeln gilt. Das Gut gehörte ursprünglich den Familien Ahlefeld und Rantzau.
Das ebenfalls zur Gemeinde Langballig gehörende Unewatt ist heute ein Dorfmuseum. Das Landschaftsmuseum Angeln in Unewatt besteht aus einem Ensemble alter Wohn- und Wirtschaftsgebäude, wie der Holländermühle Fortuna. Im Sommer wird ein Kulturprogramm u. a. mit Konzerten und Lesungen angeboten.

## Verkehr
Die Fördelandschaft in Langballig ist durch ein gut ausgebautes Rad- und Wanderwegenetz erschlossen, z. B. den Ostseeküsten-Radweg, welcher als europäische EuroVelo-Route Nr. 10 um die Ostsee führt.

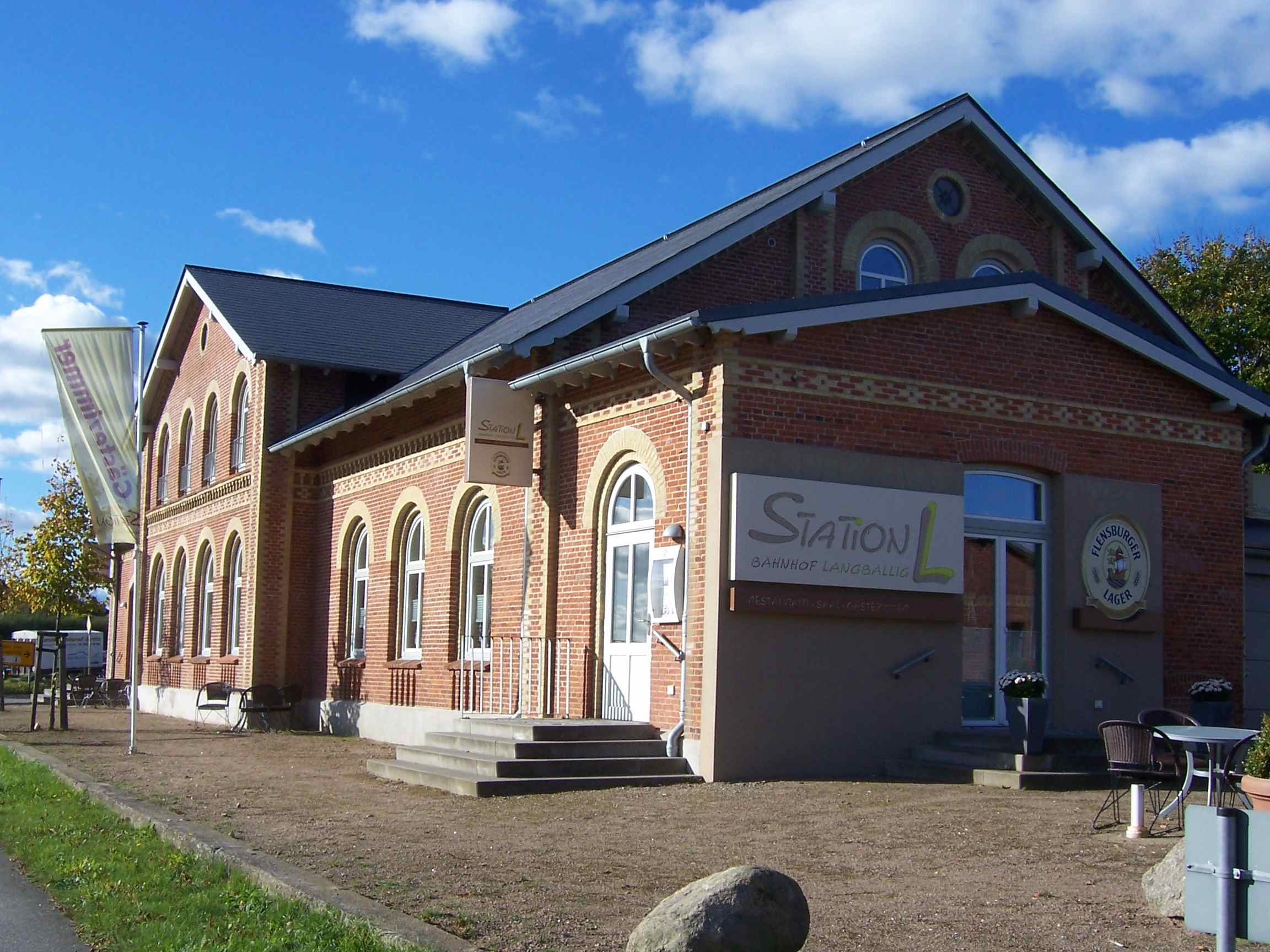
Ehemaliger Bahnhof Langballig

Von 1885 bis 1953 hatte der Ort einen Bahnanschluss mit einer Schmalspurbahn, der Flensburger Kreisbahn, nach Kappeln und Flensburg. Der Bahnhof ist erhalten und renoviert. Er wird nunmehr als Gastwirtschaft genutzt.

## Wirtschaft
Der Tourismus ist für das Dorf mit seinen vielfältigen Gastronomiebetrieben die wichtigste Einnahmequelle. In Unewatt befindet sich ein Landschaftsmuseum, zu dem auch eine Mühle gehört, die für den ehemaligen Haupterwerbszweig des Dorfes steht.
Im Amtsbezirk übernimmt die Gemeinde mit ihren Dienstleistungsbetrieben zentralörtliche Funktionen.

## Bekannte Personen mit Bezug zu Langballig
- Hans von Schack (1609–1676), dänischer Feldmarschall
- Philipp Ernst Lüders (1702–1786), Hofprediger und Landwirtschaftsreformer, Kartoffelpropst
- Carl Friedrich Vollertsen (1792–1850), auf Freienwillen, Mitglied der Schleswig-Holsteinischen Landesversammlung
- Asmus Bunzen (1840–1917), Bürgermeister von Glücksburg und Mitglied im Preußischen Abgeordnetenhaus
- Eduard Erdmann (1896–1958) war ein deutsch-baltischer Klaviervirtuose und Komponist